# ان‌جی‌سی ۴۲۴
ان‌جی‌سی ۴۲۴ (انگلیسی: NGC 424) نام یک کهکشان مارپیچی در صورت فلکی سنگتراش است.